# Adoración de los pastores (Lucas Cranach el Viejo)
La adoración de los pastores (alemán: Anbetung der Hirten) es un óleo sobre panel de la Natividad del artista alemán Lucas Cranach el Viejo actualmente en la colección de la Galería de Pinturas de los Maestros Antiguos de Dresde.

## Pintura
La Adoración de los pastores muestra una escena nocturna con María inclinada sobre el Niño en oración. José está de pie sobre ellos sosteniendo una vela, pero la fuente de luz principal proviene de la cuna. El niño se encuentra en un colchón de heno que coincide con el halo de su madre y rodeado de querubines alados. En la esquina superior izquierda del cuadro hay una vista de un paisaje iluminado por la luna con una escena de la Anunciación a los pastores por el arcángel Gabriel con la luna y tres pastores en el campo. Los mismos tres pastores están parados detrás de una cerca en el lado derecho del cuadro mirando a la Sagrada Familia. 

La pintura fue pintada alrededor de la época en que Martín Lutero habló por primera vez acerca de la luz de los Evangelios y usó la vela como una metáfora para la revelación. En su trabajo de traducir la biblia y difundir su mensaje, contrató a Cranach para hacer ilustraciones y una vela aparecía en muchas de ellas. Esta misma escena incluso apareció en uno de los grabados en madera de Cranach para la obra de Lutero Passional Christi und Antichristi: 

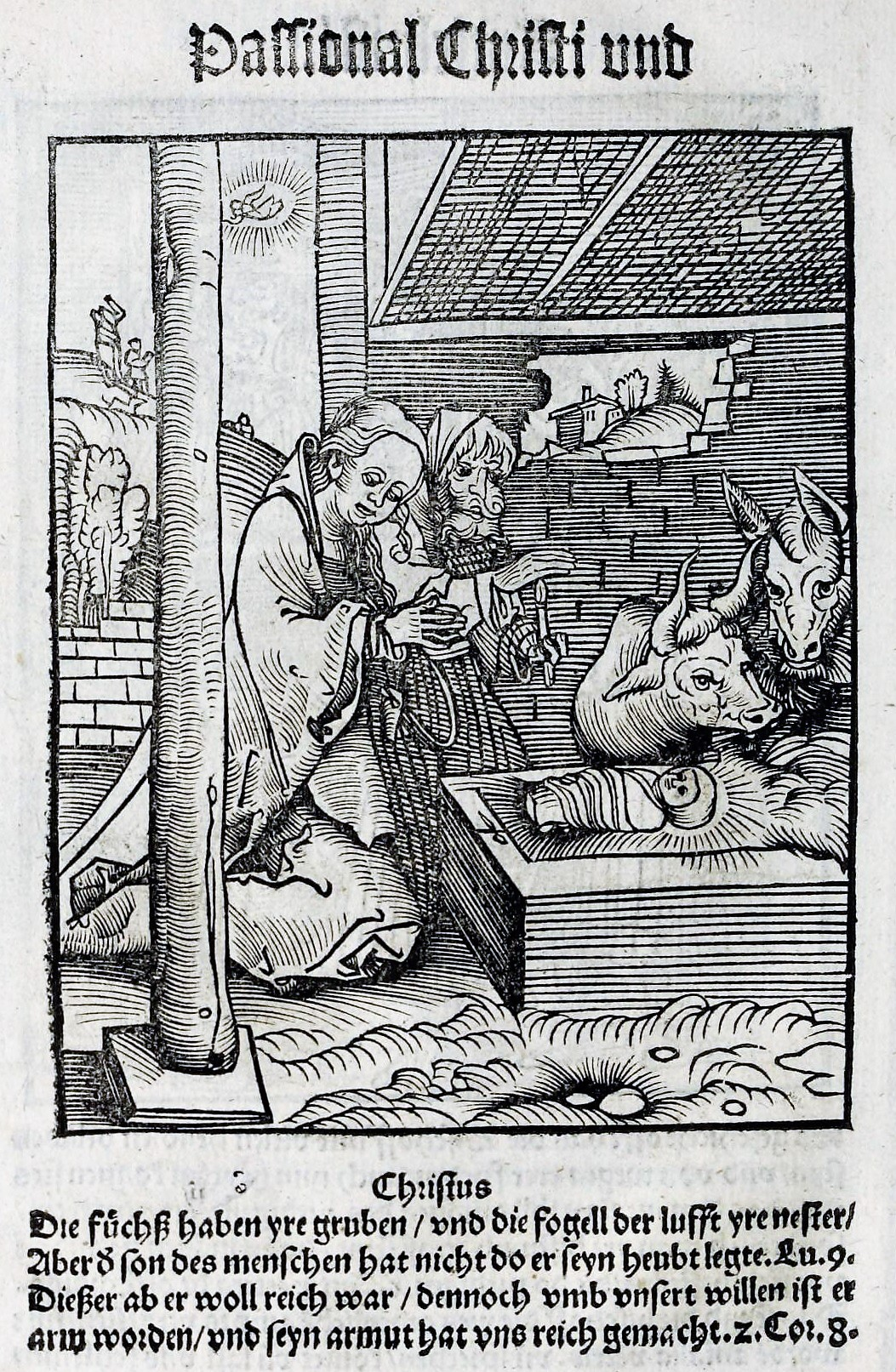
Christus, 1521

## Procedencia
Este cuadro estuvo en la colección de Richard von Kaufmann. Fue reclamado por los rusos en 1945 y regresó al museo en 1955. 